# Consejería de Justicia, Derechos y Memoria
La consejería de Justicia, Derechos y Memoria es una de las consejerías del Gobierno de Cataluña 2021-2025. Esta consejería fue restructurada el 2 de noviembre de 2022 y fue disuelta el 12 de agosto de 2024 su última consejera fue Gemma Ubasart.

## Consejeros
| Consejería                   | Titular      | Titular                         | Periodo                                 | Periodo                                 | Partido       | Partido | Generalitat | Generalitat                | Generalitat |
| Consejería                   | Titular      | Titular                         | Inicio                                  | Fin                                     | Partido       | Partido | Gobierno    | Presidente                 | Presidente  |
| ---------------------------- | ------------ | ------------------------------- | --------------------------------------- | --------------------------------------- | ------------- | ------- | ----------- | -------------------------- | ----------- |
| Justicia                     |              | Ignasi de Gispert               | 8 de mayo de 1980                       | 24 de agosto de 1982                    |               | UDC     | Pujol I     | Jordi Pujol                |             |
| Justicia                     |              | Agustí Bassols                  | 24 de agosto de 1982                    | 9 de mayo de 1986                       |               | UDC     | Pujol I     | Jordi Pujol                |             |
| Justicia                     | Pujol II     | Agustí Bassols                  | 24 de agosto de 1982                    | 9 de mayo de 1986                       |               | UDC     |             | Jordi Pujol                |             |
| Justicia                     |              | Joaquim Xicoy                   | 9 de mayo de 1986                       | 4 de julio de 1988                      |               | UDC     |             | Jordi Pujol                |             |
| Justicia                     |              | Agustí Bassols                  | 4 de julio de 1988                      | 22 de diciembre de 1992                 |               | UDC     | Pujol III   | Jordi Pujol                |             |
| Justicia                     | Pujol IV     | Agustí Bassols                  | 4 de julio de 1988                      | 22 de diciembre de 1992                 |               | UDC     |             | Jordi Pujol                |             |
| Justicia                     |              | Antoni Isac                     | 22 de diciembre de 1992                 | 1 de febrero de 1995                    |               | UDC     |             | Jordi Pujol                |             |
| Justicia                     |              | Núria de Gispert                | 1 de febrero de 1995                    | 20 de diciembre de 2003                 |               | UDC     |             | Jordi Pujol                |             |
| Justicia                     | Pujol V      | Núria de Gispert                | 1 de febrero de 1995                    | 20 de diciembre de 2003                 |               | UDC     |             | Jordi Pujol                |             |
| Justicia e Interior          | Pujol VI     | Núria de Gispert                | 1 de febrero de 1995                    | 20 de diciembre de 2003                 |               | UDC     |             | Jordi Pujol                |             |
| Justicia                     |              | Josep Maria Vallès i Casadevall | 20 de diciembre de 2003                 | 29 de noviembre de 2006                 |               | CPC     | Maragall    | Pasqual Maragall           |             |
| Justicia                     |              | Montserrat Tura i Camafreita    | 29 de noviembre de 2006                 | 29 de noviembre de 2010                 |               | PSC     | Montilla    | José Montilla              |             |
| Justicia                     |              | Pilar Fernández i Bozal         | 29 de noviembre de 2010                 | 24 de diciembre de 2012                 |               | CDC     | Mas I       | Artur Mas                  |             |
| Justicia                     |              | Germà Gordó Aubarell            | 24 de diciembre de 2012                 | 11 de enero de 2016                     |               | CDC     | Mas II      | Artur Mas                  |             |
| Justicia                     |              | Carles Mundó                    | 11 de enero de 2016                     | 27 de octubre de 2017                   |               | JxSÍ    | Puigdemont  | Carles Puigdemont          |             |
| Justicia                     |              | Rafael Catalá Polo              | Aplicación del artículo 155 en Cataluña | Aplicación del artículo 155 en Cataluña |               | PP      | Rajoy II    | Soraya Sáenz de Santamaría |             |
| Justicia                     |              | Ester Capella i Farré           | 2 de junio de 2018                      | 26 de mayo de 2021                      |               | ERC     | Torra       | Joaquim Torra              |             |
| Justicia                     | Aragonès (e) | Ester Capella i Farré           | 2 de junio de 2018                      | 26 de mayo de 2021                      | Pere Aragonès | ERC     |             |                            |             |
| Justicia                     |              | Lourdes Ciuró                   | 26 de mayo de 2021                      | 10 de octubre de 2022                   | Pere Aragonès |         | JxCat       | Aragonès                   |             |
| Justicia, Derechos y Memoria |              | Gemma Ubasart                   | 10 de octubre de 2022                   | 12 de agosto de 2024                    | Pere Aragonès |         | ECP         | Aragonès                   |             |

## Funciones

#### Estructura[3]
| Consejera | Jefe del Gabinete                                                  | Jefe del Gabinete                                                          | Jefe del Gabinete                                                   |
| Consejera |                                                                    |                                                                            |                                                                     |
| Consejera | Secretaría General                                                 | Dirección de Servicios                                                     | Dirección de Servicios                                              |
| Consejera | Secretaría General                                                 | Dirección General de Derecho, Entidades Jurídicas y Mediación              |                                                                     |
| Consejera | Secretaría General                                                 | Dirección General de Derecho, Entidades Jurídicas y Mediación              |                                                                     |
| Consejera | Secretaría General                                                 | Dirección General de Memoria Democrática                                   | Memorial Democrático                                                |
| Consejera | Secretaría General                                                 | Dirección General de Memoria Democrática                                   | Centro de Historia Contemporánea de Cataluña                        |
| Consejera | Secretaría General                                                 | Centro de Estudios Jurídicos y Formación Especializada                     |                                                                     |
| Consejera | Secretaría General                                                 | Centro de Iniciativas para la Reinserción                                  |                                                                     |
| Consejera |                                                                    |                                                                            |                                                                     |
| Consejera | Secretaría para la Administración de Justicia                      | Dirección General de Modernización de la Administración de Justicia        | Dirección General de Modernización de la Administración de Justicia |
| Consejera | Secretaría para la Administración de Justicia                      | Instituto de Medicina Legal y Ciencias Forenses de Cataluña                |                                                                     |
| Consejera |                                                                    |                                                                            |                                                                     |
| Consejera | Secretaría de Medidas Penales, Reinserción y Atención a la Víctima | Dirección General de Asuntos Penitenciarios                                | Dirección General de Asuntos Penitenciarios                         |
| Consejera | Secretaría de Medidas Penales, Reinserción y Atención a la Víctima | Dirección General de Ejecución Penal en la Comunidad y de Justicia Juvenil |                                                                     |

#### Estructura Territorial
- Gerencia Territorial de Barcelona Ciudad y Hospitalet de Llobregat
- Gerencia Territorial de Barcelona Comarcas
- Servicios Territoriales en Girona
- Servicios Territoriales en Lleida
- Servicios Territoriales en Tarragona
- Servicios Territoriales en las Terres de l'Ebre